# Echinopyrrhosia melanica
Echinopyrrhosia melanica là một loài ruồi trong họ Tachinidae.